# Mistrzostwa Świata w Piłce Nożnej 1990 (eliminacje strefy AFC)
W eliminacjach do Mistrzostw Świata w Piłce Nożnej 1990 wzięło udział 26 reprezentacji narodowych, które walczyły o dwa miejsca w turnieju finałowym. Bahrajn, Indie, Malediwy oraz Jemen Południowy wycofały się po losowaniu grup, w wyniku czego Nepal został przeniesiony z grupy E do D.

## Format rozgrywek
Pierwsza runda – 25 drużyn jest podzielonych na 6 grup: 5 grup po 4 drużyny oraz jedną z pięcioma zespołami. Zwycięzcy awansują do drugiej rundy.

Druga runda – Pozostałe 6 drużyny grają systemem każdy z każdym po dwa mecze. Dwie najlepsze ekipy awansują do MŚ.

## Wyniki

### Pierwsza runda

#### Grupa A
| Reprezentacja | Pkt | M | W | R | P | Br+ | Br- | +/- |
| ------------- | --- | - | - | - | - | --- | --- | --- |
| Katar         | 9   | 6 | 3 | 2 | 0 | 8   | 3   | 5   |
| Irak          | 8   | 6 | 3 | 2 | 1 | 11  | 5   | 6   |
| Jordania      | 5   | 6 | 2 | 1 | 3 | 5   | 7   | -2  |
| Oman          | 2   | 6 | 0 | 2 | 4 | 2   | 11  | -9  |

|          | Katar | Irak | Jordania | Oman |
| -------- | ----- | ---- | -------- | ---- |
| Katar    | X     | 1:0  | 1:0      | 3:0  |
| Irak     | 1:3   | X    | 4:0      | 2:2  |
| Jordania | 1:1   | 0:1  | X        | 2:0  |
| Oman     | 0:0   | 1:1  | 0:2      | X    |

| 6 stycznia 1989 | Katar · Al-Soufi 21' | 1:0 | Jordania | Doha, Katar · Widzów: 2859 · Sędzia: Lee Peng Ann ( Singapur) |
|                 |                      |     |          |                                                               |

| 6 stycznia 1989 | Oman · Mahmoud 37' | 1:1 | Irak · Sharif 18' | Maskat, Oman · Sędzia: Pratumthong ( Tajlandia) |
|                 |                    |     |                   |                                                 |

| 13 stycznia 1989 | Oman | 0:0 | Katar | Maskat, Oman · Sędzia: Al-Nasir ( Arabia Saudyjska) |
|                  |      |     |       |                                                     |

| 13 stycznia 1989 | Jordania | 0:10:0 | Irak · Agol Habib 60' | Amman, Jordania · Sędzia: Mandi ( Bahrajn) |
|                  |          |        |                       |                                            |

| 20 stycznia 1989 | Jordania · Mohamed Al-Diabaz 32', 43' | 2:0 | Oman | Amman, Jordania · Sędzia: Nizar ( Syria) |
|                  |                                       |     |      |                                          |

| 20 stycznia 1989 | Katar · Al-Soufi 21' | 1:00:0 | Irak | Doha, Katar · Widzów: 3243 · Sędzia: Zhong Bohong ( Chiny) |
|                  |                      |        |      |                                                            |

| 27 stycznia 1989 | Jordania · Awad 90' | 1:10:0 | Katar · Al-Soufi 90' | Amman, Jordania · Sędzia: Syed Iqbal ( Indie) |
|                  |                     |        |                      |                                               |

| 27 stycznia 1989 | Irak · Radhi 33' · H. Said 54' · Hashem 85' | 3:11:0 | Oman · Nasser 90' | Bagdad, Irak · Sędzia: Bujsaim ( Zjednoczone Emiraty Arabskie) |
|                  |                                             |        |                   |                                                                |

| 3 lutego 1989 | Katar · Joher 32' · Al-Soufi 67', 81' | 3:01:0 | Oman | Doha, Katar · Sędzia: Al-Jassas ( Kuwejt) |
|               |                                       |        |      |                                           |

| 3 lutego 1989 | Irak · Radhi 26', 42', 66', 80' | 4:02:0 | Jordania | Bagdad, Irak · Sędzia: Hi Yacob ( Malezja) |
|               |                                 |        |          |                                            |

| 10 lutego 1989 | Oman | 0:20:0 | Jordania · Al-Dawoud 49' · Awad 66' | Maskat, Oman · Sędzia: Kil Ki-chul ( Korea Południowa]) |
|                |      |        |                                     |                                                         |

| 10 lutego 1989 | Irak · Radhi 31' · H. Said 75' | 2:21:1 | Katar · S. Aid 18' · Khamis 85' | Bagdad, Irak · Sędzia: Sano ( Japonia) |
|                |                                |        |                                 |                                        |

#### Grupa B
| Reprezentacja    | Pkt | M | W | R | P | Br+ | Br- | +/- |
| ---------------- | --- | - | - | - | - | --- | --- | --- |
| Arabia Saudyjska | 7   | 4 | 3 | 1 | 0 | 7   | 4   | 3   |
| Syria            | 5   | 4 | 2 | 1 | 1 | 7   | 5   | 2   |
| Jemen            | 0   | 4 | 0 | 0 | 4 | 0   | 5   | -5  |

|                  | Arabia Saudyjska | Syria | Jemen |
| ---------------- | ---------------- | ----- | ----- |
| Arabia Saudyjska | X                | 1:0   | 5:4   |
| Syria            | 0:0              | X     | 2:0   |
| Jemen            | 0:1              | 0:1   | X     |

| 10 marca 1989 | Jemen | 0:10:0 | Syria · Mahrous 54' | Sana, Jemen · Sędzia: Hartasardjono ( Indonezja) |
|               |       |        |                     |                                                  |

| 15 marca 1989 | Arabia Saudyjska · Al-Jamaan · Al-Mosaibeth · Abdullah · Al-Saleh | 5:42:1 | Syria · Jaflan · Lyos · Afash · Kurdagli | Dżudda, Arabia Saudyjska · Sędzia: Chen Shengcai ( Chiny) |
|               |                                                                   |        |                                          |                                                           |

| 20 marca 1989 | Jemen | 0:10:0 | Arabia Saudyjska · Gamael | Sana, Jemen · Sędzia: Wan Jaafar ( Malezja) |
|               |       |        |                           |                                             |

| 25 marca 1989 | Syria · El-Sel · Mahrous | 2:01:0 | Jemen | Latakia, Syria · Sędzia: Bujsaim ( Zjednoczone Emiraty Arabskie) |
|               |                          |        |       |                                                                  |

| 30 marca 1989 | Syria | 0:0 | Arabia Saudyjska | Latakia, Syria · Sędzia: Takada ( Japonia) |
|               |       |     |                  |                                            |

| 5 kwietnia 1989 | Arabia Saudyjska · Abdullah 44' | 1:0 | Jemen | Rijad, Arabia Saudyjska · Sędzia: Bin Saleh ( Oman) |
|                 |                                 |     |       |                                                     |

- Bahrajn wycofał się po losowaniu.

#### Grupa C
| Reprezentacja                | Pkt | M | W | R | P | Br+ | Br- | +/- |
| ---------------------------- | --- | - | - | - | - | --- | --- | --- |
| Zjednoczone Emiraty Arabskie | 6   | 4 | 3 | 0 | 0 | 12  | 4   | 8   |
| Kuwejt                       | 6   | 4 | 3 | 0 | 1 | 6   | 3   | 3   |
| Pakistan                     | 0   | 4 | 0 | 0 | 4 | 1   | 12  | -11 |

|                              | Zjednoczone Emiraty Arabskie | Kuwejt | Pakistan |
| ---------------------------- | ---------------------------- | ------ | -------- |
| Zjednoczone Emiraty Arabskie | X                            | 1:0    | 5:0      |
| Kuwejt                       | 3:2                          | X      | 2:0      |
| Pakistan                     | 1:4                          | 0:1    | X        |

| 6 stycznia 1989 | Pakistan | 0:10:0 | Kuwejt · Al-Hajeri 5' | Islamabad, Pakistan · Sędzia: Syed Iqbal ( Indie) |
|                 |          |        |                       |                                                   |

| 13 stycznia 1989 | Kuwejt · Al-Sovayed 26' · Al-Hasawi 75', 84' | 3:21:0 | Zjednoczone Emiraty Arabskie · Bakhit 54', 69' | Kuwejt, Kuwejt · Sędzia: Takada ( Japonia) |
|                  |                                              |        |                                                |                                            |

| 20 stycznia 1989 | Zjednoczone Emiraty Arabskie · A. Ibrahim 1', 25' · Khalid Ismaïl 64' · Abdulrahman Mohamed 78' · Abdulaziz Mohamed 85' | 5:22:0 | Pakistan | Szardża, ZEA · Sędzia: Abu-Ali ( Jordania) |
|                  | |        |          |                                            |

| 27 stycznia 1989 | Kuwejt · Al-Hadyah 42', 78' | 2:01:0 | Pakistan | Kuwejt, Kuwejt · Sędzia: Al-Sharif ( Arabia Saudyjska) |
|                  |                             |        |          |                                                        |

| 3 lutego 1989 | Zjednoczone Emiraty Arabskie · Al-Taliyani 62' | 1:00:0 | Kuwejt | Szardża, ZEA · Sędzia: Jassim Mohammed ( Bahrajn) |
|               |                                                |        |        |                                                   |

| 10 lutego 1989 | Pakistan · Shali 81' | 1:40:3 | Zjednoczone Emiraty Arabskie · Khalid Ismaïl 7' · A. Ibrahim 26' · Al-Talyani 27' · Abdulaziz Mohamed 70' | Islamabad, Pakistan · Sędzia: Nazari ( Iran) |
|                |                      |        | |                                              |

- Jemen Południowy wycofał się po losowaniu.

#### Grupa D (mecze wSeuluorazSingapurze)
| Reprezentacja    | Pkt | M | W | R | P | Br+ | Br- | +/- |
| ---------------- | --- | - | - | - | - | --- | --- | --- |
| Korea Południowa | 12  | 6 | 6 | 0 | 0 | 25  | 0   | 25  |
| Malezja          | 7   | 6 | 3 | 1 | 2 | 8   | 8   | 0   |
| Singapur         | 5   | 6 | 2 | 1 | 3 | 12  | 9   | 3   |
| Nepal            | 0   | 6 | 0 | 0 | 6 | 0   | 28  | -11 |

|                  | Korea Południowa | Malezja | Nepal | Singapur |
| ---------------- | ---------------- | ------- | ----- | -------- |
| Korea Południowa | X                | 3:0     | 9:0   | 3:0      |
| Malezja          | 0:3              | X       | 3:0   | 1:0      |
| Nepal            | 0:4              | 0:2     | X     | 0:3      |
| Singapur         | 0:3              | 2:2     | 7:0   | X        |

| 23 maja 1989 | Malezja · Abu Haniffa Azizol 2' · Dollah Salleh 90' (k.) | 2:00:0 | Nepal | Dongdaemun Stadium, Seul · Widzów: 9974 · Sędzia: Asgari ( Iran) |
|              |                                                          |        |       |                                                                  |

| 23 maja 1989 | Korea Południowa · Hwang Sun-hong 7', 20' · Chung Hae-won 90' | 3:02:0 | Singapur | Dongdaemun Stadium, Seul · Widzów: 9974 · Sędzia: Antonio ( Makau) |
|              |                                                               |        |          |                                                                    |

| 25 maja 1989 | Malezja · Dollah Salleh 61' | 0:0 | Singapur | Dongdaemun Stadium, Seul · Widzów: 8360 · Sędzia: Chang Jicheng ( Chiny) |
|              |                             |     |          |                                                                          |

| 25 maja 1989 | Korea Południowa · Chung Yong-hwan 2' · Park Kyung-hoon 16' (k.) · Choi Sang-kuk 24', 29' · Kim Joo-sung 39', 48' · Lee Yong-jin 50' · Noh Soo-jin 84' · Cho Min-kook 89' | 9:05:0 | Nepal | Dongdaemun Stadium, Seul · Widzów: 8360 · Sędzia: Samuel ( Hongkong) |
|              | |        |       |                                                                      |

| 27 maja 1989 | Singapur · Ahmad Satter 37', 44' · Tay Peng-kee 53' | 2:0 | Nepal | Dongdaemun Stadium, Seul · Widzów: 20217 · Sędzia: Somogod ( Filipiny) |
|              |                                                     |     |       |                                                                        |

| 27 maja 1989 | Korea Południowa · Choi Soon-ho 6' · Hwang Sun-hong 57', 79' | 3:01:0 | Malezja | Dongdaemun Stadium, Seul · Widzów: 20217 · Sędzia: Sano ( Japonia) |
|              |                                                              |        |         |                                                                    |

| 3 czerwca 1989 | Nepal | 0:40:3 | Korea Południowa · Lee Kwak-jong 34' · Park Kyung-hoon 43' · Kim Joo-sung 43' · Lee Tae-ho 83' | Stadion Narodowy, Singapur · Widzów: 11967 · Sędzia: Mahasena ( Sri Lanka) |
|                |       |        |                                                                                                |                                                                            |

| 3 czerwca 1989 | Singapur · Changatamilman 31' · Salim 38' | 2:22:1 | Malezja · Lim Teong Kim 19' · Dollah Salleh 84' | Stadion Narodowy, Singapur · Widzów: 11967 · Sędzia: Hartasardjono ( Indonezja) |
|                |                                           |        |                                                 |                                                                                 |

| 5 czerwca 1989 | Malezja | 0:30:0 | Korea Południowa · Hwang Sun-hong 66' · Cho Min-kook 83' · Hwangbo Kwan 86' | Stadion Narodowy, Singapur · Widzów: 7425 · Sędzia: Al-Malood ( Bahrajn) |
|                |         |        |                                                                             |                                                                          |

| 5 czerwca 1989 | Nepal | 0:70:4 | Singapur · Tokijan 4', 29', 44', 48' · Salim 38' · Devaraj 58', 63' | Stadion Narodowy, Singapur · Widzów: 7425 · Sędzia: Pratumthong ( Tajlandia) |
|                |       |        |                                                                     |                                                                              |

| 7 czerwca 1989 | Singapur | 0:30:1 | Korea Południowa · Kim Joo-sung 7' · Noh Soo-jin 61', 70' | Stadion Narodowy, Singapur · Widzów: 7000 · Sędzia: Al-Rahal ( Jordania) |
|                |          |        |                                                           |                                                                          |

| 7 czerwca 1989 | Nepal | 0:30:1 | Malezja · Dollah Salleh 10', 66' · Gunalan 81' | Stadion Narodowy, Singapur · Widzów: 7000 · Sędzia: Bujsaim ( Zjednoczone Emiraty Arabskie) |
|                |       |        |                                                |                                                                                             |

- Indie wycofały się po losowaniu.

#### Grupa E
| Reprezentacja | Pkt | M | W | R | P | Br+ | Br- | +/- |
| ------------- | --- | - | - | - | - | --- | --- | --- |
| Chiny         | 10  | 6 | 5 | 0 | 1 | 13  | 3   | 10  |
| Iran          | 10  | 6 | 5 | 0 | 1 | 12  | 5   | 7   |
| Bangladesz    | 2   | 6 | 1 | 0 | 5 | 4   | 9   | -5  |
| Tajlandia     | 2   | 6 | 1 | 0 | 5 | 2   | 12  | -12 |

|            | Bangladesz |     |     | Tajlandia |
| ---------- | ---------- | --- | --- | --------- |
| Bangladesz | X          | 0:2 | 1:2 | 3:1       |
| Chiny      | 2:0        | X   | 2:0 | 2:0       |
| Iran       | 1:0        | 3:2 | X   | 3:0       |
| Tajlandia  | 1:0        | 0:3 | 0:3 | X         |

| 19 lutego 1989 | Tajlandia · Pue-on 10' | 1:00:0 | Bangladesz | Bangkok, Tajlandia · Sędzia: Somogod ( Filipiny) |
|                |                        |        |            |                                                  |

| 23 lutego 1989 | Chiny · Mai Chao · Wang Baoshan | 2:00:0 | Bangladesz | Pekin, Chiny · Widzów: 25000 · Sędzia: Kim Gwang-ho ( Korea Północna) |
|                |                                 |        |            |                                                                       |

| 23 lutego 1989 | Tajlandia | 0:30:2 | Iran · Bavi 12' · Ghayeghran 28' · Garousi 87' | Bangkok, Tajlandia · Widzów: 25000 · Sędzia: Chan ( Hongkong) |
|                |           |        |                                                |                                                               |

| 27 lutego 1989 | Bangladesz · Aslam 70' | 1:20:1 | Iran · Bavi 44' · Ansarifard 50' | Dhaka, Bangladesz · Widzów: 10879 · Sędzia: Bin Saleh ( Oman) |
|                |                        |        |                                  |                                                               |

| 28 lutego 1989 | Tajlandia | 0:30:0 | Chiny · Tang Yaodong 55' · Ma Lin 62', 79' | Bangkok, Tajlandia · Widzów: 4174 · Sędzia: Abdul Latif ( Irak) |
|                |           |        |                                            |                                                                 |

| 4 marca 1989 | Bangladesz | 0:20:1 | Chiny · Wang Baoshan 23' · Ma Lin 62' | Dhaka, Bangladesz · Widzów: 11946 · Sędzia: Murthi ( Singapur) |
|              |            |        |                                       |                                                                |

| 8 marca 1989 | Bangladesz · Iqbal 10' · Sabbir 28' · Das 76' | 3:12:0 | Tajlandia · Changmool 79' | Dhaka, Bangladesz · Widzów: 8352 · Sędzia: Mohammed Fodah ( Arabia Saudyjska) |
|              |                                               |        |                           |                                                                               |

| 17 marca 1989 | Iran · Marfavi 81' | 1:00:0 | Bangladesz | Teheran, Iran · Widzów: 50000 · Sędzia: Al-Mullah ( Katar) |
|               |                    |        |            |                                                            |

| 30 maja 1989 | Iran · Pious 33', 64' · Garousi 42' | 3:02:0 | Tajlandia | Teheran, Iran · Widzów: 55000 · Sędzia: Chan ( Hongkong) |
|              |                                     |        |           |                                                          |

| 15 lipca 1989 | Chiny · Liu Haiguang 73' · Zhang Xiaowen 87' | 2:00:0 | Iran | Shenyang, Chiny · Widzów: 25000 · Sędzia: Takada ( Japonia) |
|               |                                              |        |      |                                                             |

| 22 lipca 1989 | Iran · Garousi 15' · Eftekhari 16' · Peyous 53' | 3:23:0 | Chiny · Chao Mai 64' · Ma Lin 66' | Teheran, Iran · Widzów: 90000 · Sędzia: Al-Sharif ( Syria) |
|               |                                                 |        |                                   |                                                            |

| 29 lipca 1989 | Chiny · Jia Xiuquan 2' · Chao Mai 4' | 2:0 | Tajlandia | Pekin, Chiny · Sędzia: Mandi ( Bahrajn) |
|               |                                      |     |           |                                         |

#### Grupa F
| Reprezentacja  | Pkt | M | W | R | P | Br+ | Br- | +/- |
| -------------- | --- | - | - | - | - | --- | --- | --- |
| Korea Północna | 9   | 6 | 4 | 1 | 1 | 11  | 5   | 6   |
| Japonia        | 7   | 6 | 2 | 3 | 1 | 7   | 3   | 4   |
| Indonezja      | 5   | 6 | 1 | 3 | 2 | 5   | 10  | -5  |
| Hongkong       | 3   | 6 | 0 | 3 | 3 | 5   | 10  | -5  |

|                | Hongkong | Indonezja | Japonia | Korea Północna |
| -------------- | -------- | --------- | ------- | -------------- |
| Hongkong       | X        | 1:1       | 0:0     | 1:2            |
| Indonezja      | 3:2      | X         | 0:0     | 0:0            |
| Japonia        | 0:0      | 5:0       | X       | 2:1            |
| Korea Północna | 4:1      | 2:1       | 2:0     | X              |

| 21 maja 1989 | Indonezja | 0:0 | Korea Północna | Stadion Gelora Bung Karno, Dżakarta · Sędzia: Murthi ( Singapur) |
|              |           |     |                |                                                                  |

| 22 maja 1989 | Hongkong | 0:0 | Japonia | Mong Kok Stadium, Hongkong · Widzów: 16313 · Sędzia: Kil Ki-chul ( Korea Południowa) |
|              |          |     |         |                                                                                      |

| 27 maja 1989 | Hongkong · Santos 60' (k.) | 1:20:2 | Korea Północna · Kim Gwang-mon 3' · Tak Yong-bin 4' | Mong Kok Stadium, Hongkong · Widzów: 16327 · Sędzia: Ismail Yacob ( Malezja) |
|              |                            |        |                                                     |                                                                              |

| 28 maja 1989 | Indonezja | 0:0 | Japonia | Stadion Gelora Bung Karno, Dżakarta · Widzów: 80000 · Sędzia: Salah Karim ( Irak) |
|              |           |     |         |                                                                                   |

| 4 czerwca 1989 | Hongkong · Bredbury 31' | 1:11:0 | Indonezja · Mustamu 67' | Mong Kok Stadium, Hongkong · Widzów: 12334 · Sędzia: Al-Mulla ( Zjednoczone Emiraty Arabskie) |
|                |                         |        |                         |                                                                                               |

| 4 czerwca 1989 | Japonia · Mizunuma 71' · Oh 88' (sam.) | 2:10:0 | Korea Północna · Yun Jong-su 74' | Yoyogi National Stadium, Tokio · Widzów: 35000 · Sędzia: Mandi ( Bahrajn) |
|                |                                        |        |                                  |                                                                           |

| 11 czerwca 1989 | Japonia · Horiike 5' · Maeda 16' · Shinto 19' · Hasegawa 24' · Kurosaki 69' | 5:04:0 | Indonezja | Nishigaoka National Stadium, Kita (Tokio) · Widzów: 9000 · Sędzia: Buaboocha ( Tajlandia) |
|                 |                                                                             |        |           |                                                                                           |

| 18 czerwca 1989 | Japonia | 0:0 | Hongkong | Universiade Memorial Stadium, Kobe · Widzów: 28000 · Sędzia: Subramaniam Nathan ( Malezja) |
|                 |         |     |          |                                                                                            |

| 25 czerwca 1989 | Indonezja · Mustaqim 60' · Kiswanto 74', 89' | 3:20:1 | Hongkong · Nang Yan Leung 11', 64' | Stadion Gelora Bung Karno, Dżakarta · Sędzia: El-Nasir ( Arabia Saudyjska) |
|                 |                                              |        |                                    |                                                                            |

| 25 czerwca 1989 | Korea Północna · Kim Pung-il 36' · Li Hyok-chom 84' | 2:01:0 | Japonia | Stadion Yanggakdo, Pjongjang · Widzów: 35000 · Sędzia: Kunalan ( Singapur) |
|                 |                                                     |        |         |                                                                            |

| 2 lipca 1989 | Korea Północna · Li Hyok-chom 18' · Han Hyong-il 29' · Kim Pung-il 80' · Chu Gyong-sik | 4:12:1 | Hongkong · Bredbury 23' | Stadion Yanggakdo, Pjongjang · Widzów: 28000 · Sędzia: Wang Xuezhi ( Chiny) |
|              |                                                                                        |        |                         |                                                                             |

| 9 lipca 1989 | Korea Północna · Chu Gyong-sik 40' · Han Hyong-il 64' | 2:11:0 | Indonezja · Lolumbuman 73' | Stadion Yanggakdo, Pjongjang · Widzów: 35000 · Sędzia: Nazari ( Iran) |
|              |                                                       |        |                            |                                                                       |

### Druga runda (turniej wSingapurze)
| Reprezentacja                | Pkt | M | W | R | P | Br+ | Br- | +/- |
| ---------------------------- | --- | - | - | - | - | --- | --- | --- |
| Korea Południowa             | 8   | 5 | 3 | 2 | 0 | 5   | 1   | 4   |
| Zjednoczone Emiraty Arabskie | 6   | 5 | 1 | 4 | 0 | 4   | 3   | 1   |
| Katar                        | 5   | 5 | 1 | 3 | 1 | 4   | 5   | -1  |
| Chiny                        | 4   | 5 | 2 | 0 | 3 | 5   | 6   | -1  |
| Arabia Saudyjska             | 3   | 5 | 1 | 2 | 2 | 4   | 5   | -1  |
| Korea Północna               | 3   | 5 | 1 | 1 | 3 | 2   | 4   | -2  |

| 12 października 1989 | Zjednoczone Emiraty Arabskie | 0:0 | Korea Północna | Stadion Narodowy, Singapur · Sędzia: Rune Larsson ( Szwecja) |
|                      |                              |     |                |                                                              |

| 12 października 1989 | Chiny · Mai Chao 63' (k.), 70' | 2:10:1 | Arabia Saudyjska · Al-Bishi 24' (k.) | Stadion Narodowy, Singapur · Sędzia: Carlos Esposito ( Argentyna) |
|                      |                                |        |                                      |                                                                   |

| 13 października 1989 | Korea Południowa | 0:0 | Katar | Stadion Narodowy, Singapur · Sędzia: Joël Quiniou ( Francja) |
|                      |                  |     |       |                                                              |

| 16 października 1989 | Katar · Muftah 87' | 1:10:1 | Arabia Saudyjska · Al-Suwaiti 3' | Stadion Narodowy, Singapur · Sędzia: Zoran Petrović ( Jugosławia) |
|                      |                    |        |                                  |                                                                   |

| 16 października 1989 | Korea Południowa · Hwang Sun-hong 18' | 1:0 | Korea Północna | Stadion Narodowy, Singapur · Sędzia: José Antonio Garza ( Meksyk) |
|                      |                                       |     |                |                                                                   |

| 17 października 1989 | Zjednoczone Emiraty Arabskie · K. Mubarak 87' · Al Talyani 88' | 2:10:0 | Chiny · Tang Yaodong 61' | Stadion Narodowy, Singapur · Sędzia: Joël Quiniou ( Francja) |
|                      |                                                                |        |                          |                                                              |

| 20 października 1989 | Korea Południowa · Kim Joo-sung 67' | 1:00:0 | Chiny | Stadion Narodowy, Singapur · Sędzia: Rune Larsson ( Szwecja) |
|                      |                                     |        |       |                                                              |

| 20 października 1989 | Korea Północna · Kim Pung-il 23' · Ghu Gyong-sik 32' | 2:0 | Katar | Stadion Narodowy, Singapur · Sędzia: José Antonio Garza ( Meksyk) |
|                      |                                                      |     |       |                                                                   |

| 21 października 1989 | Arabia Saudyjska | 0:0 | Zjednoczone Emiraty Arabskie | Stadion Narodowy, Singapur · Sędzia: Vincent Mauro ( Stany Zjednoczone) |
|                      |                  |     |                              |                                                                         |

| 24 października 1989 | Zjednoczone Emiraty Arabskie · K. Mubarak 20' | 1:1 | Katar · Sulaiti 37' | Stadion Narodowy, Singapur · Sędzia: Zoran Petrović ( Jugosławia) |
|                      |                                               |     |                     |                                                                   |

| 24 października 1989 | Chiny · Xie Yuxin 67' | 1:00:0 | Korea Północna | Stadion Narodowy, Singapur · Sędzia: Rune Larsson ( Szwecja) |
|                      |                       |        |                |                                                              |

| 25 października 1989 | Korea Południowa · Hwangbo Kwan 42' · Hwang Sun-hong 89' | 2:01:0 | Zjednoczone Emiraty Arabskie | Stadion Narodowy, Singapur · Sędzia: Carlos Esposito ( Argentyna) |
|                      |                                                          |        |                              |                                                                   |

| 28 października 1989 | Katar · Al-Soufi 87' · Muftah 87' | 2:10:0 | Chiny · Ma Lin 76' | Stadion Narodowy, Singapur · Sędzia: Vincent Mauro ( Stany Zjednoczone) |
|                      |                                   |        |                    |                                                                         |

| 28 października 1989 | Zjednoczone Emiraty Arabskie · Al Talyani 16' | 1:1 | Korea Południowa · Hwangbo Kwan 8' | Darulmakmur Stadium, Malezja · Sędzia: Joël Quiniou ( Francja) |
|                      |                                               |     |                                    |                                                                |

| 28 października 1989 | Zjednoczone Emiraty Arabskie · Mosaibeih 13' · Al-Suwaiti 57' | 2:01:0 | Korea Północna | Tianhe Stadium, Chiny · Sędzia: José Antonio Garza ( Meksyk) |
|                      |                                                               |        |                |                                                              |